# Pedestrianisme
Pedestrianisme fou una forma de caminar competitiva del segle xix, sovint professional i finançat amb apostes, del que es va desenvolupar l'esport modern de la marxa atlètica.

## Gran Bretanya delseglexviiii començament delseglexix

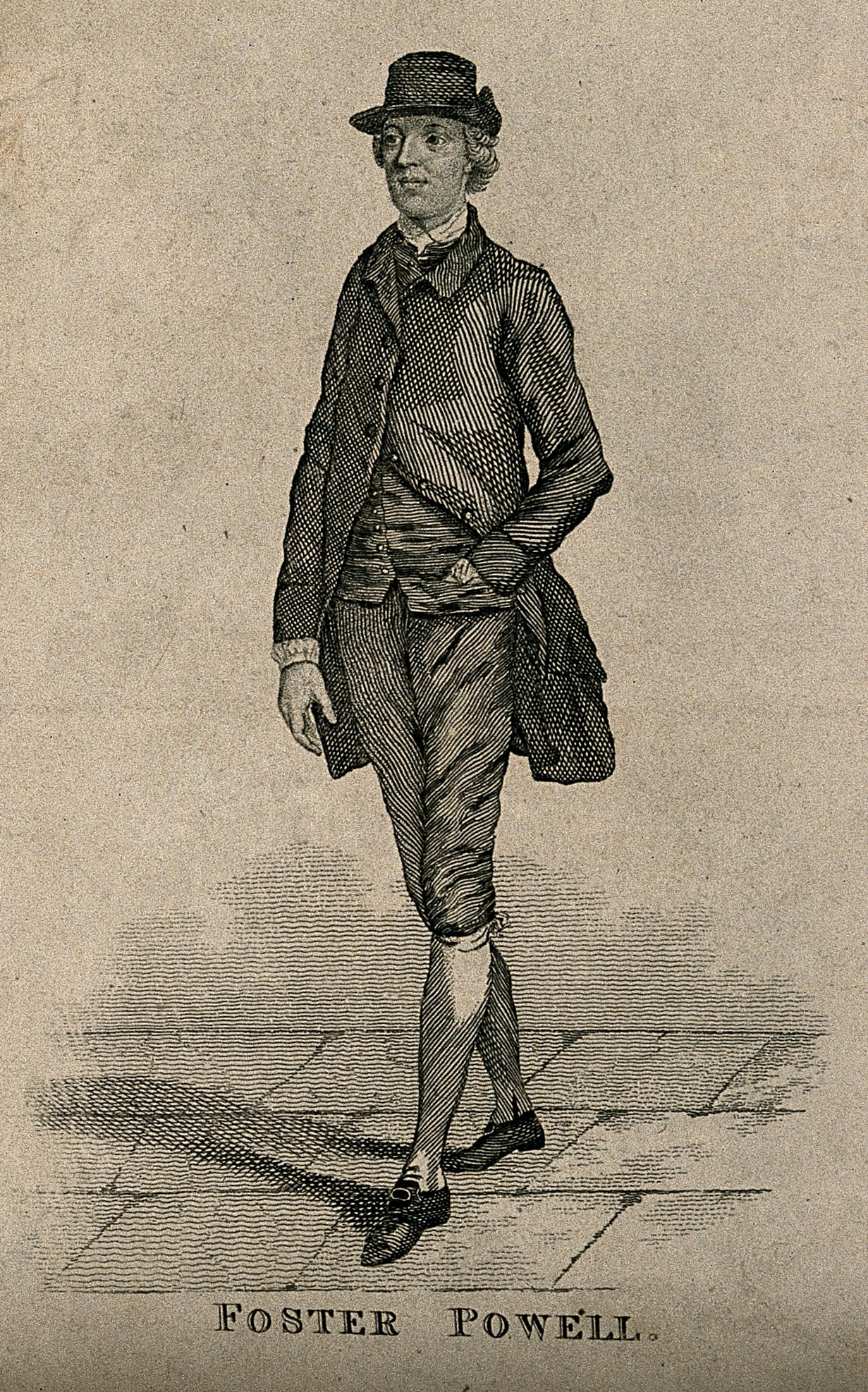
Foster Powell

Durant els segles xviii i xix, el pedestrianisme, com marxa o les curses de cavalls (equitació) va ser un esport d'espectadors molt popular a les Illes Britàniques. El pedestrianisme es va convertir en un accessori a les fires —com les curses de cavalls— i va desenvolupar les apostes en les carreres a peu, senderisme, i el «lacai d'apostes»; fonts de final del segle xvii i començament del xviii a Anglaterra descriuen els aristòcrates enfrontant als seus lacais, obligar-los a caminar per la velocitat dels carruatges dels seus amos, uns contra ell altres.
El primer exponent notable d'aquesta caminada de llarga distància, en general es considera Foster Powell (1734-93), qui el 1773 va recórrer 400 milles des de Londres a York i retorn, i el 1788 va caminar 100 milles (161 km) en 21 hores i 35 minuts. Cap a la del segle xviii, i especialment amb el creixement de la premsa popular, les gestes dels viatges a peu al llarg de grans distàncies —similars a una ultramarató moderna— van cridar l'atenció i van ser etiquetades com a «pedestrianisme».

## Gestes de distància i apostes
Un dels esportistes més famosos del dia va ser el capità Robert Barclay Allardice, nomenat «The Celebrated Pedestrian», de Stonehaven (Escòcia). La seva gesta més impressionant va ser caminar 1 milla cada hora durant 1000 hores, el que va aconseguir entre l'1 de juny i el 12 de juliol de 1809. La gesta va capturar la imaginació del públic i al voltant de 10.000 persones van anar a vigilar el curs de l'esdeveniment. Durant el segle xix, molts més van intentar repetir el desafiament atlètic, inclosa Ada Anderson, que la va desenvolupar més i va caminar un quart de milla durant un quart d'hora en les 1.000 hores. Emma Sharp va ser considerada la primera dona en completar el desafiament el 17 de setembre de 1864.
Un altre objectiu popular va ser que els competidors en esdeveniments de llarga distància recorreguessin 100 milles en menys de 24 hores, amb el que van obtenir el sobrenom de «centurions». Enormes premis en efectiu es van oferir per a les curses i va ser una activitat popular per a la premsa, per a multituds d'espectadors de la classe treballadora i el públic d'apostes fins a la dècada de 1880.

## Creixement i controvèrsia
L'interès a l'esport, i les apostes que ho van acompanyar, es va estendre als Estats Units, Canadà i Austràlia al segle xix, però al pas de segle es va veure desplaçat en gran part per l'apogeu dels esports moderns i per la controvèrsia que implicava les seves regles, el que va limitar el seu atractiu com a font d'apostes i va conduir a la seva inclusió en el moviment d'atletisme  amateur i eventualment amb creació de curses.

## Regla taló i dit del peu
El pedestrianisme es va codificar per primera vegada a l'última meitat del segle xix, evolucionant cap a curses de pista, mentre que les divergències amb el cros de llarga distància van caure en cursa descendent, d'altres atletismes de pista i camp, i caminades recreatives o senderisme. A mitjan segle xix, sovint s'esperava que els competidors estiressin les cames almenys amb una passa més llarga i obeïssin el que es deia la regla del «taló i el dit del peu». Aquesta regla, la font del modern corredor, era un manament que la punta d'un peu no podia deixar el terra abans que el taló del pròxim peu toqués altra vegada el terra, tanmateix les regles eren habituals canviants amb la competència. Els corredors acostumaven a córrer per evitar les enrampades, i eren la distància, no el codi, el que determinava la marxa per a curses més llargues. Els informes periodístics suggereixen que «trotar» era comú en els esdeveniments.

## Ultramarató

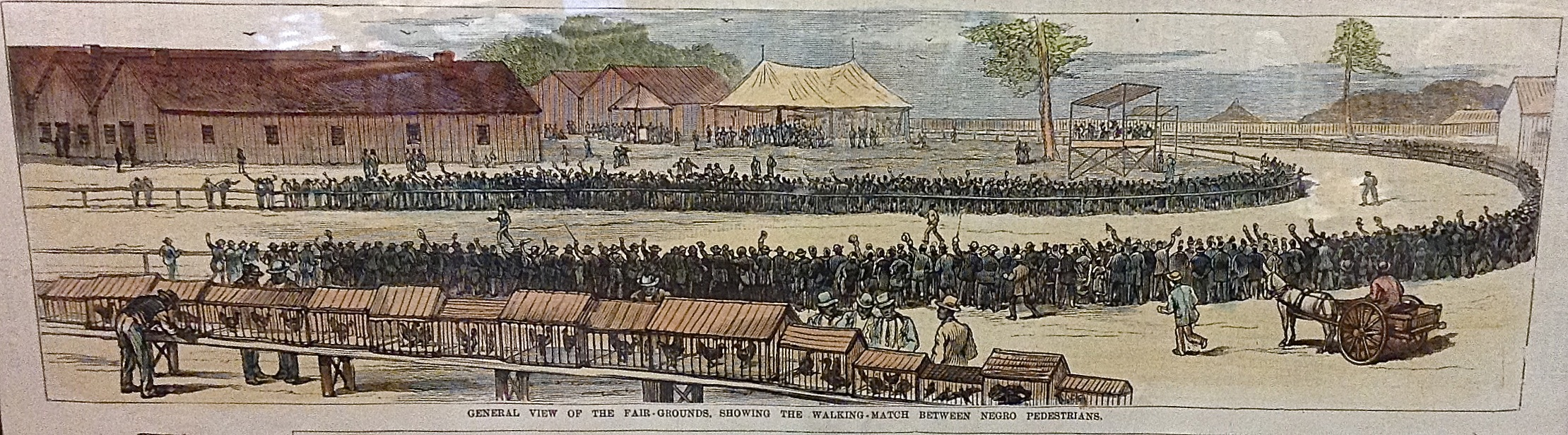
Recinte firal a Carolina del Nord a la ciutat de Raleigh (Carolina del Nord), 1879

La forma més llarga de caminar l'ultramarató va aparèixer a la premsa popular a la dècada posterior a la Guerra Civil dels Estats Units, en aquest país va constituir una font de fascinació. Edward Payson Weston, reporter del New York Herald, va guanyar un premi de 10 000 $ i va recórrer 1.136 milles des de Pòrtland, Maine, a Chicago, en 30 dies, l'any 1867. Als Estats Units, es van organitzar una sèrie de competicions femenines, pistes especials interiors van ser construïts en algunes ciutats, i el pedestrianisme de llarga distància dintre de la comunitat va entrar en voga. Juntament amb les sensacionals gestes de la distància, el joc era una atracció central per a les grans masses, en la seva majoria de classe treballadora, que assistien a aquests esdeveniments.
A Gran Bretanya, el membre del Parlament John Astley va fundar un «Campionat de Llarga Distància del Món» el 1878, organitzat durant sis dies, que es va conèixer com les «Carreras Astley Belt». Mentre marcava un cim en la cobertura de premsa d'aquestes curses, les carreres Astley Belt permetien una àmplia interpretació de les regles. La competència es va inspirar parcialment pel desig de netejar la percepció de l'esport com corromput pels interessos del joc i va realitzar una empenta entre alguns per codificar el pedestrianisme com un esport amateur.